# Minke Smabers
Minke Smabers (La Haya, 22 de marzo de 1979) es una exjugadora neerlandesa de hockey sobre césped. Desde el año 2000 hasta 2008 consiguió un total de tres medallas olímpicas, una de ellas de oro. Con 312 internacionalidades, es la jugadora con más partidos disputados en la selección de los Países Bajos.